# Ascotricha bosei
Ascotricha bosei är en svampart som beskrevs av D. Hawksw. 1971. Ascotricha bosei ingår i släktet Ascotricha och familjen kolkärnsvampar.   Inga underarter finns listade i Catalogue of Life.